# Domènec Juncadella i Ballbé
Domènec Juncadella i Ballbé (Barcelona, 1900- Barcelona, 15 d'octubre de 1985) fou un escriptor i poeta català.
Va fer crítica teatral a La Veu de Catalunya i escriví a la premsa comarcal. Com a poeta publicà diversos llibres i participà sovint als Jocs Florals de Barcelona, on fou premiat diverses vegades. Va escriure novel·la rosa o sentimental, tant en català com en castellà.

## Obra

### Poesia
- Poesies (1919)
- Els camins de sang i de dolor (1923)
- Les albes de l'amor (1927)
- Llibret de felicitacions (1927)

### Novel·la
- Quan l'amor neix (1931)
- Un altre horitzó (1932)
- El giravolt del cor (1933)